# Nasty Savage
Nasty Savage var et thrash metal-band som blev dannet i 1983 i Tampa, Florida. Bandet opnåede popularitet hovedsageligt på grund af vokalisten "Nasty" Ronnie Galettis vilde liveoptrædener. Efter at have udgivet fire albums mellem 1983 og 1989 gik de i opløsning. Der har været en del spekulationer om gendannelse, som kun blev større ved udgivelsen af nyt materiale i 2004. Siden da har de dog ikke ladet høre fra sig. 

## Medlemmere

### Sidst kendte opstilling
- "Nasty" Ronnie Lonnie – Vokal
- Ben Meyer – Guitar
- David Austin – Guitar
- Richard Bateman – Bas
- Curtis Beeson – Trommer

### Tidligere medlemmer
- Fred Dreschigan
- Dezso Istvan Bartha
- Chris Moorhouse (bortgået 1988)
- Craig Huffman

## Diskografi
- 1985: Nasty Savage
- 1987: Indulgence
- 1988: Abstract Reality Ep
- 1989: Penetration Point
- 2002: Wage of Mayhem Ep
- 2003: Cleveland 87 (Livealbum)
- 2004: Psycho Psycho

## Eksterne genvisninger
- Nasty Savages officielle hjemmeside Arkiveret 17. marts 2010 hos  Wayback Machine